# Comité 21
 (février 2013).
Si vous disposez d'ouvrages ou d'articles de référence ou si vous connaissez des sites web de qualité traitant du thème abordé ici, merci de compléter l'article en donnant les références utiles à sa vérifiabilité et en les liant à la section « Notes et références ».
Le  Comité 21 est le Comité français pour l'environnement et le développement durable, qui vise à accompagner les organisations dans la mise en place du développement durable.
Créé en 1995, il réunit 450 adhérents dans le but de faire vivre en France l’Agenda 21 (programme d’actions pour le XXIe siècle, ratifié au Sommet de la Terre de Rio). Dans son action générale, il vise à évaluer les impacts des stratégies de développement durable sur le développement des territoires et à rechercher les conditions de leur optimisation. Le Comité 21 réunit des organisations de formes différentes (associations, entreprises, collectivités, établissements de formation), afin de les faire travailler ensemble, pour mettre en œuvre le développement durable. 